# Тунисская кухня

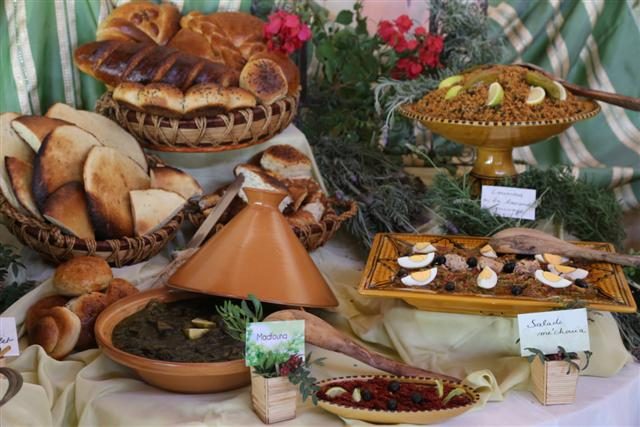
Стенд с тунисскими блюдами

Тунисская кухня (араб. مطبخ تونسي‎) — кулинарные традиции Туниса и населяющих его народов. Тунисская кухня сочетает в себе черты кухонь Магриба и Средиземноморья и исламские запреты и предписания. Множество тунисских блюд восходят к средневековой исламской кулинарии.
Основные продукты тунисской кулинарии — зерновые, овощи, фрукты, рыба, оливковое масло и чеснок. В Тунисе употребляют много рыбы и морепродуктов. Во все несладкие кушанья кладут много приправ, особенно острых.

## Приправы

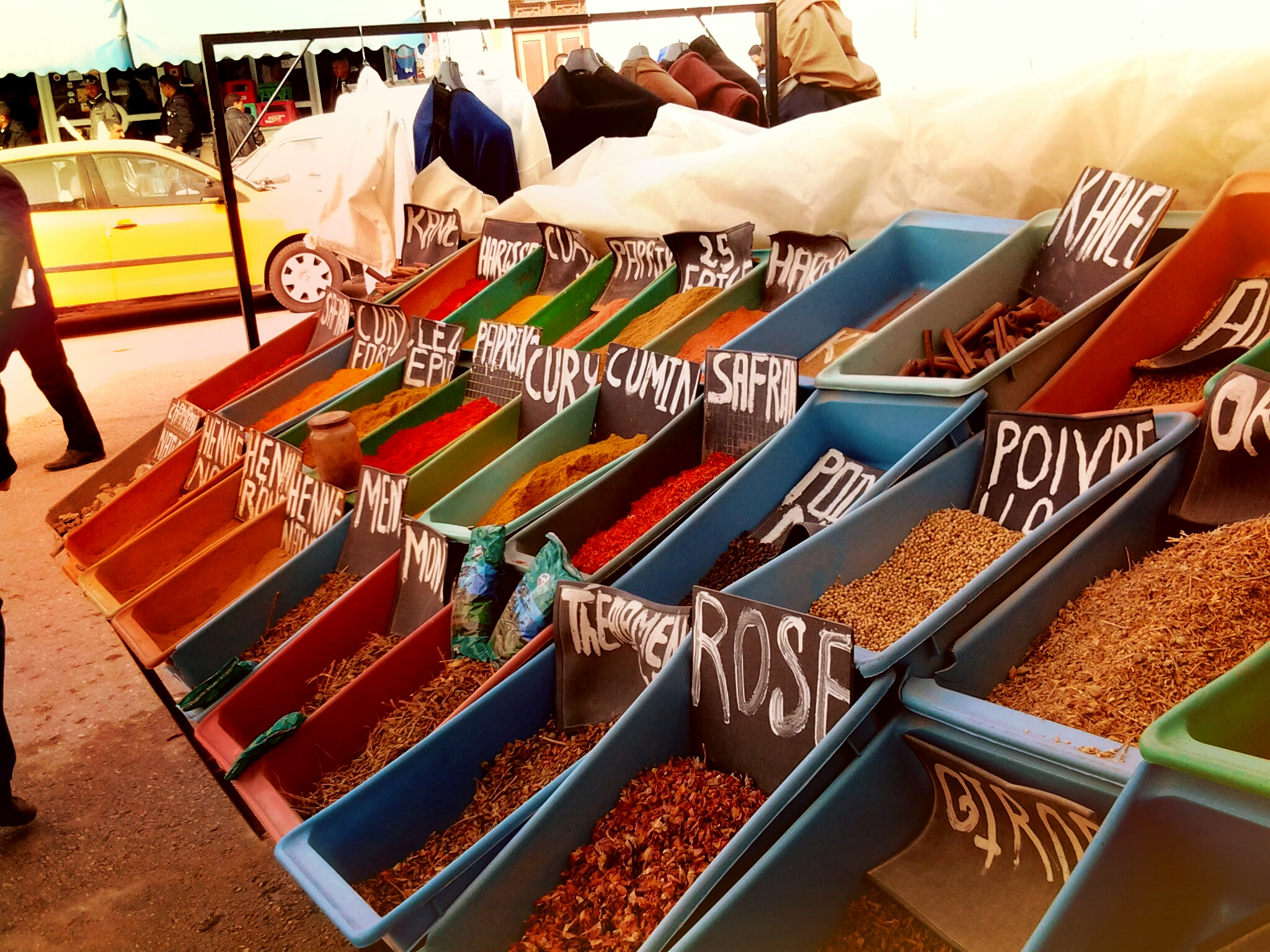
Лоток с приправами из Туниса

Тунисские блюда обычно очень острые и пряные, излюбленная приправа — харисса, основным ингредиентом которой является острый красный перец. Тунис находился на пересечении торговых путей, благодаря чему в его кухню вошли зира, тмин, шафран, горчица, кайенский перец, имбирь, корица, плоды шиповника, чёрный перец и сахар.
Существует пословица, смысл которой сводится к тому, что пресные блюда готовит женщина, разлюбившая мужа.

## Основные блюда

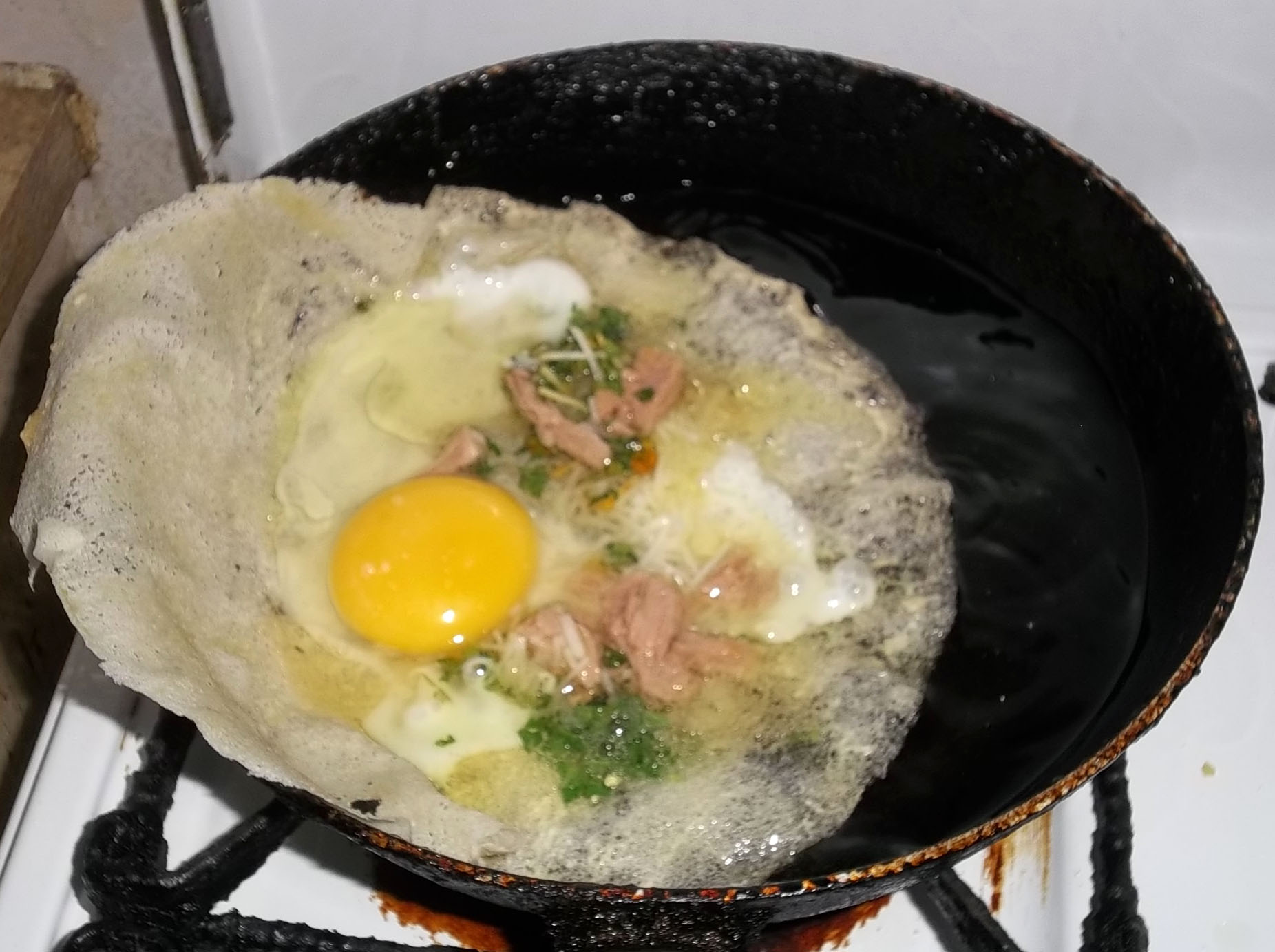
Брик

Главное блюдо Туниса — кускус, пришедшее из кухни берберов. С каждым приёмом пищи едят хлеб, либо французский багет, либо табуну.
На завтрак многие едят яйца, мучной пудинг «ассида», салеп, хсу (острый суп из манной крупы и каперсов, круассаны и пэн-о-шоколя. Пьют молоко и кофе. На обед и ужин тунисцы едят супы, салаты, «тажин» (омлет с бобами, мясом и сыром), рыбу и кускус или макароны.
Перед приёмом пищи на стол подают небольшие сосуды с закусками «кемия»: орехами, оливками, икрой кефали, сушёной рыбой, осьминогами, а также острыми овощными смесями. Среди салатов распространён «тунисский»: мелко порезанные помидоры, лук и перец, политые лимонным соком, оливковым маслом и посыпанные мятой. Зимой часто подают томатный суп «шорба». Из теста готовят брик: тонкие блины с яйцом, картофелем, тунцом, луком и петрушкой, либо сладкие.
В Сахаре, на юге страны, важнейшей пищевой культурой являются финики.
Обычные закуски в ресторанах Туниса — салаты и брик; распространён ячменный суп, кускус с бараниной или рыбой, тушёное мясо или рыба; на десерт подают фрукты и выпечку (рахат-лукум, макруд, пахлаву, ассидат-згугу, бсиссу).

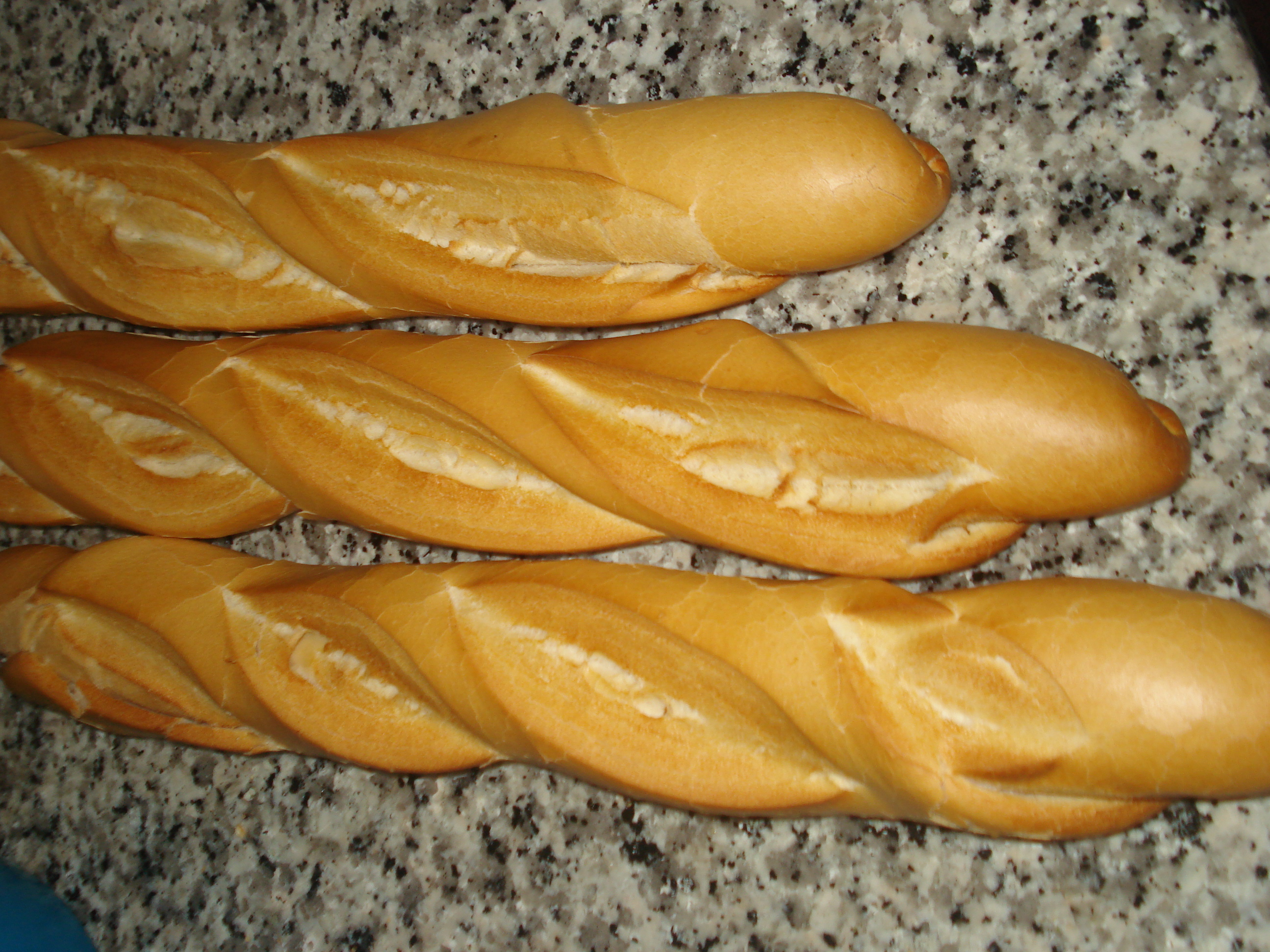
Французский багет из Туниса
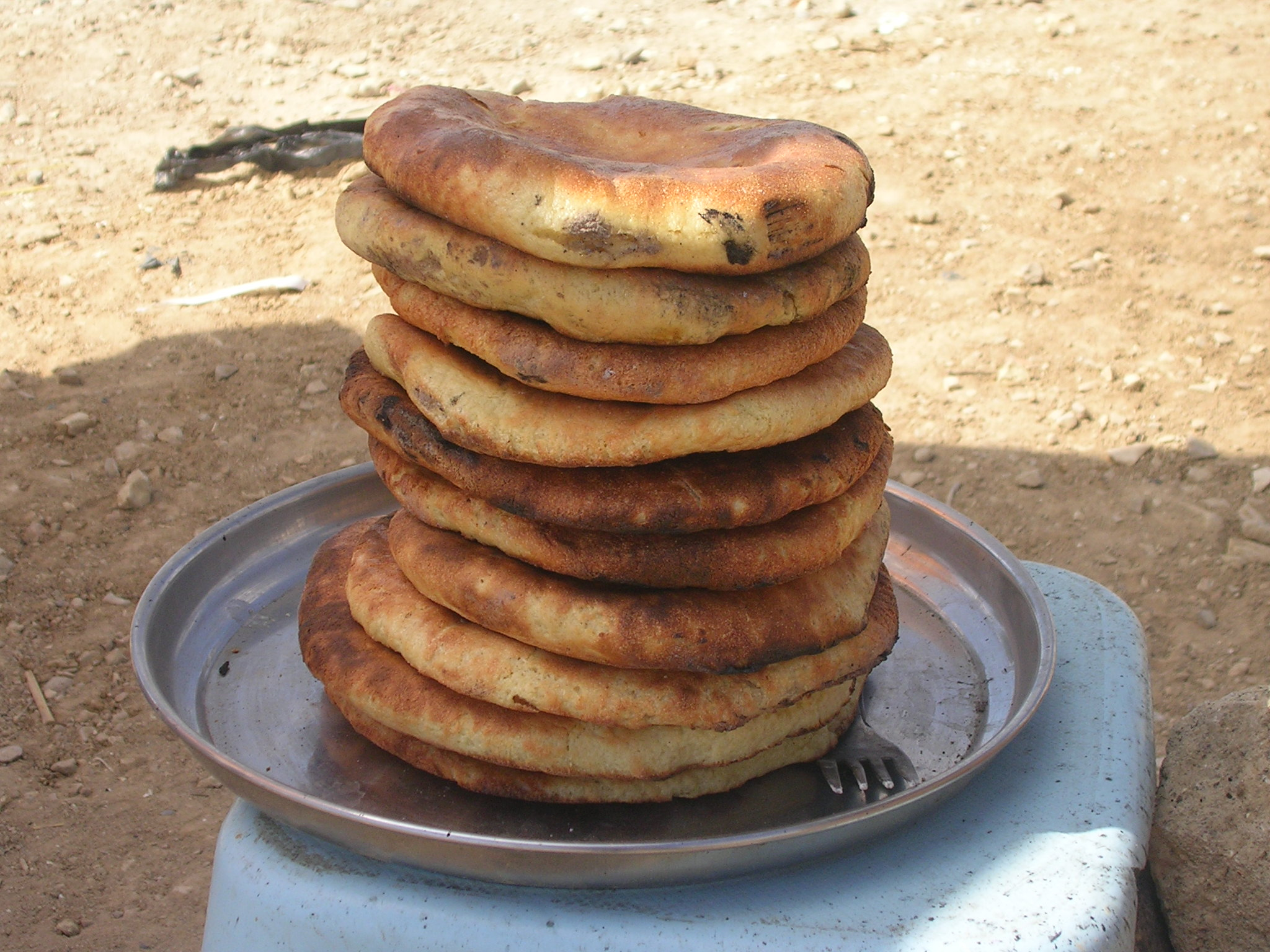
Табуна
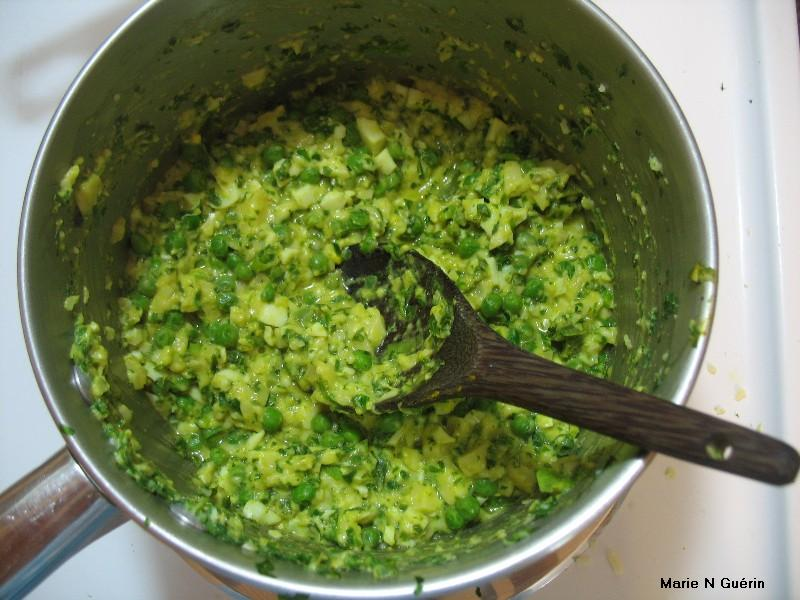
Тажин

## Мясо и рыба
В Тунисе любят сладковатое мясо, особенно баранину, козлятину, курятину; а также рыбу. В мясные блюда, появившиеся во времена Омейядского халифата часто добавляют мёд, сахар, фрукты и сухофрукты (апельсины, инжир, финики, гранаты, изюм, абрикосы и лимонный сок), орехи (миндаль, фисташки, кедровые орехи и фундук; они также используются в десертах). Современные мясные блюда — мергез (крайне популярная острая сосиска), курица на гриле, кебабы.
В тунисских водах ловят морской язык, султанку, скумбрию, груперов и окуней, а также осьминогов, кальмаров, двустворчатых моллюсков, креветки, раков, омаров и устрицы. Рыбу подают с чесноком, шафраном, зирой, паприкой, плодами шиповника, либо запекают с лимонами, томатами и каперсами. Морепродукты подают с ру и майонезом; крупные креветки жарят на гриле.

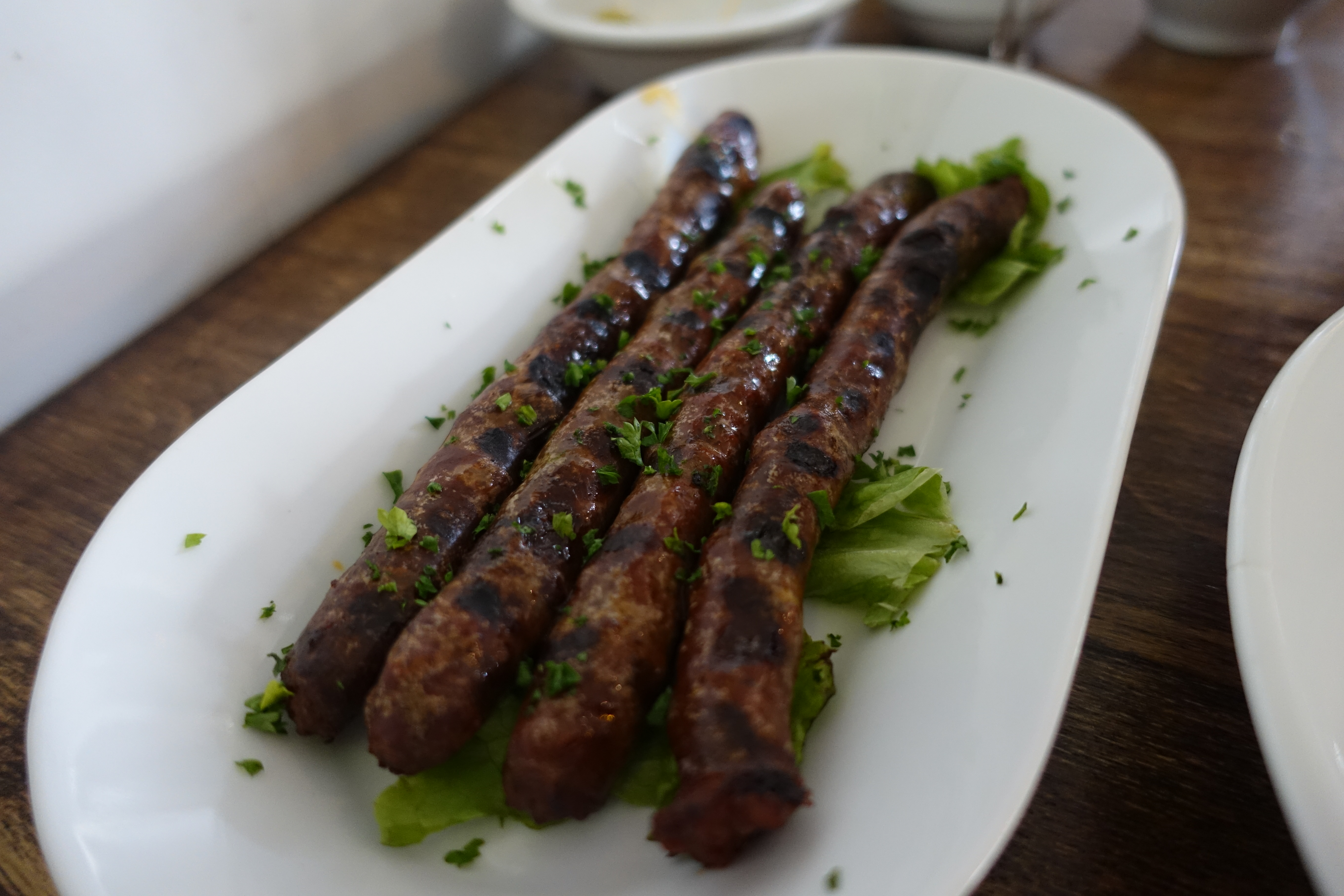
Мергез
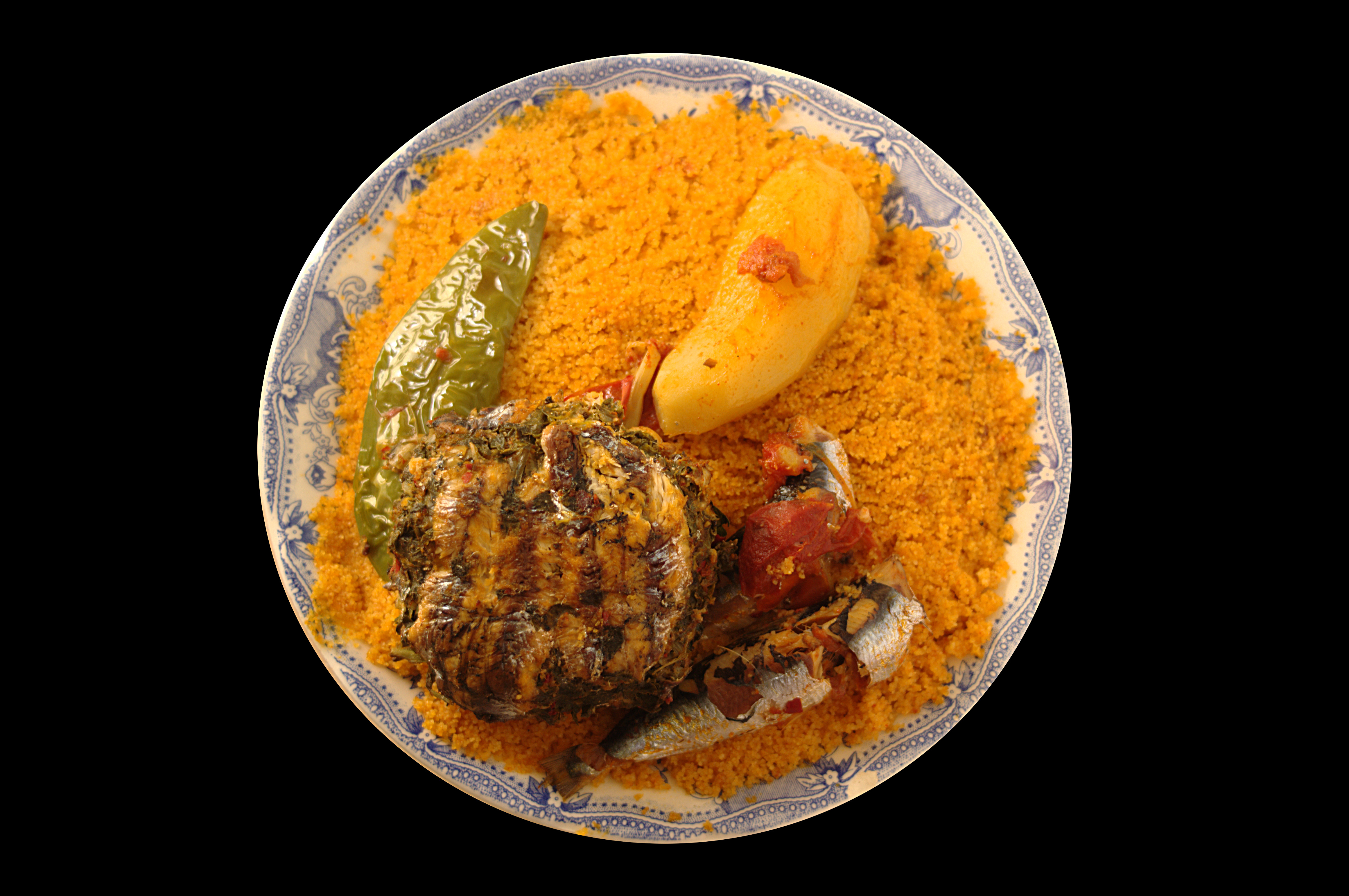
Кускус с сардиной
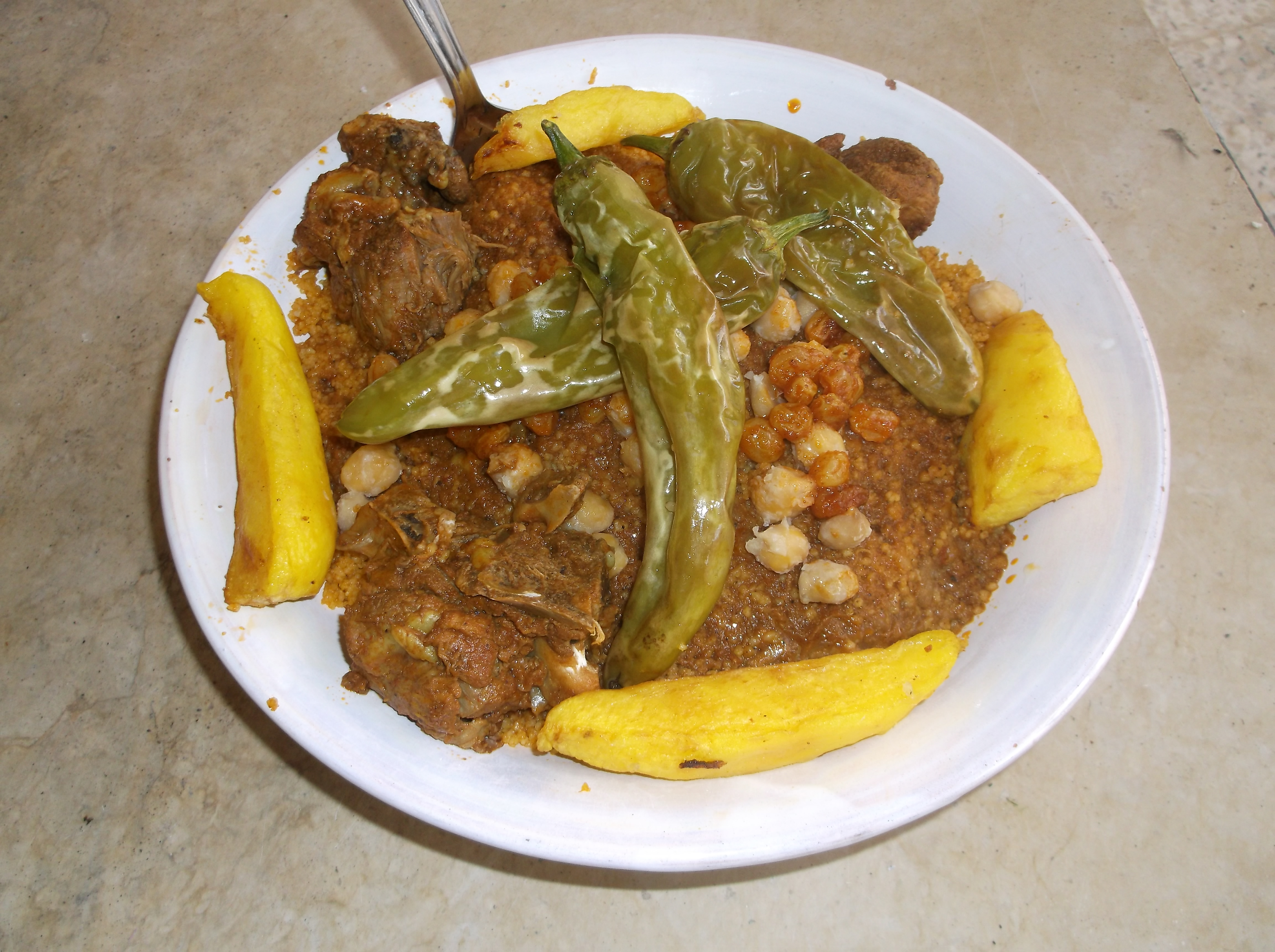
Кускус с мясом

## Десерты и напитки
Омейядские десерты в основном представляли собой выпечку с мёдом или сахарным сиропом, в который добавлено немного розовой воды, и финики. Также употребляли молочные и рисовые пудинги с мёдом. Современные десерты в основном содержат орехи и очень сладкие на вкус. Тунисцы едят пахлаву, сладкую самсу, пироги с финиками и крем из фундука.
Среди фруктов в Тунисе ценятся персики, виноград, дыни, абрикосы, гранаты.
В тунисских кафе варят кофе, особенно ценится кофе по-турецки, в который добавляют флёрдоранж или розовую воду; также пьют эспрессо, кофе с молоком и капучино. Помимо кофе крайне распространён магрибский мятный чай, чай с кедровыми орехами или миндалём, лимонады из лимона или апельсина, а также «лэ-де-пуль» (фр. lait de poule), молочный коктейль с яичными белками.
Несмотря на то, что большинство населения исповедует ислам, запрещающий употребление спиртных напитков, в Тунисе продаётся множество разнообразных видов алкоголя: пиво, фиговая водка «буха», виски, анисовые настойки типа Пастиса, финиковый ликёр тибарин и бражка из пальмового сока.

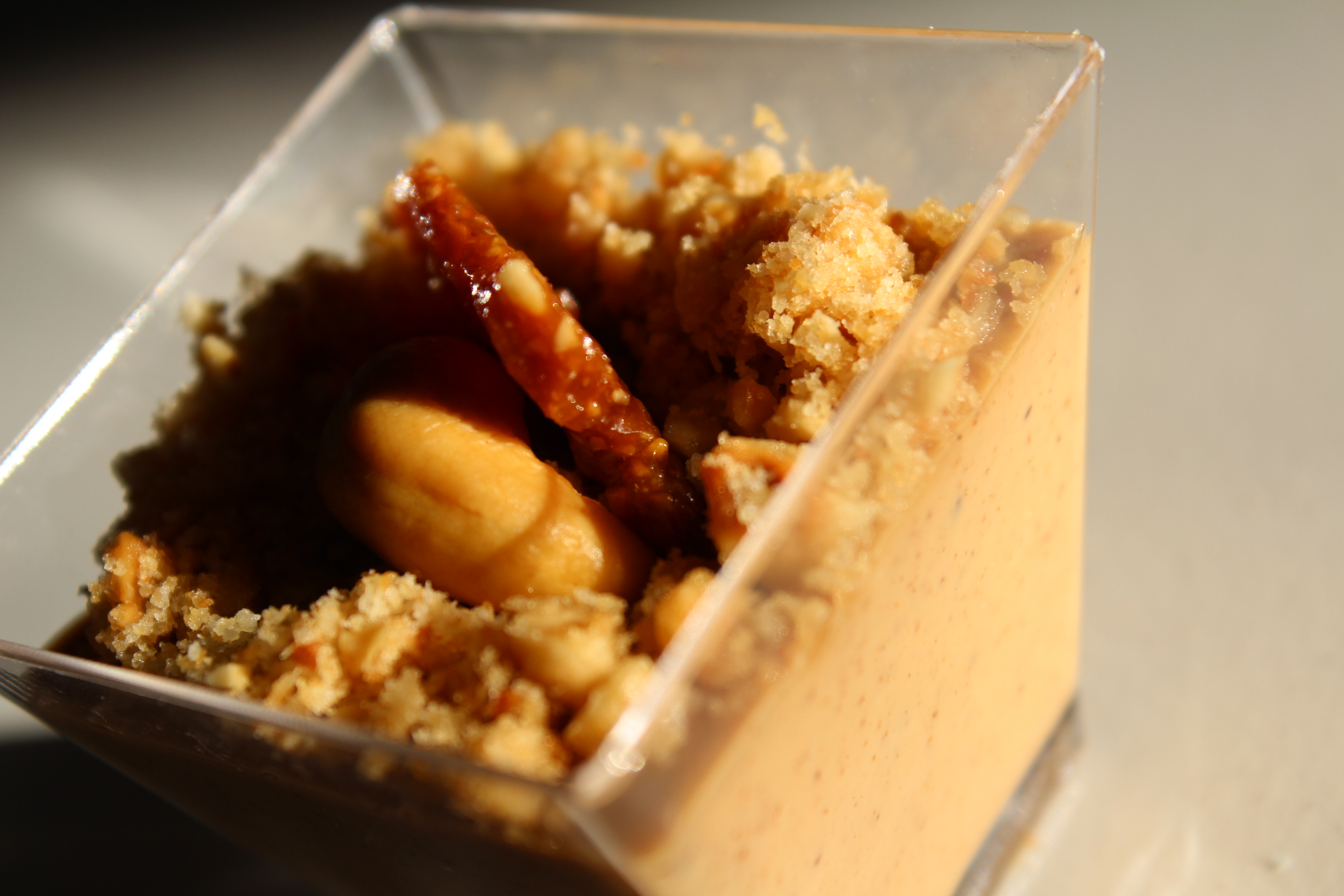
Ореховый крем из фундука
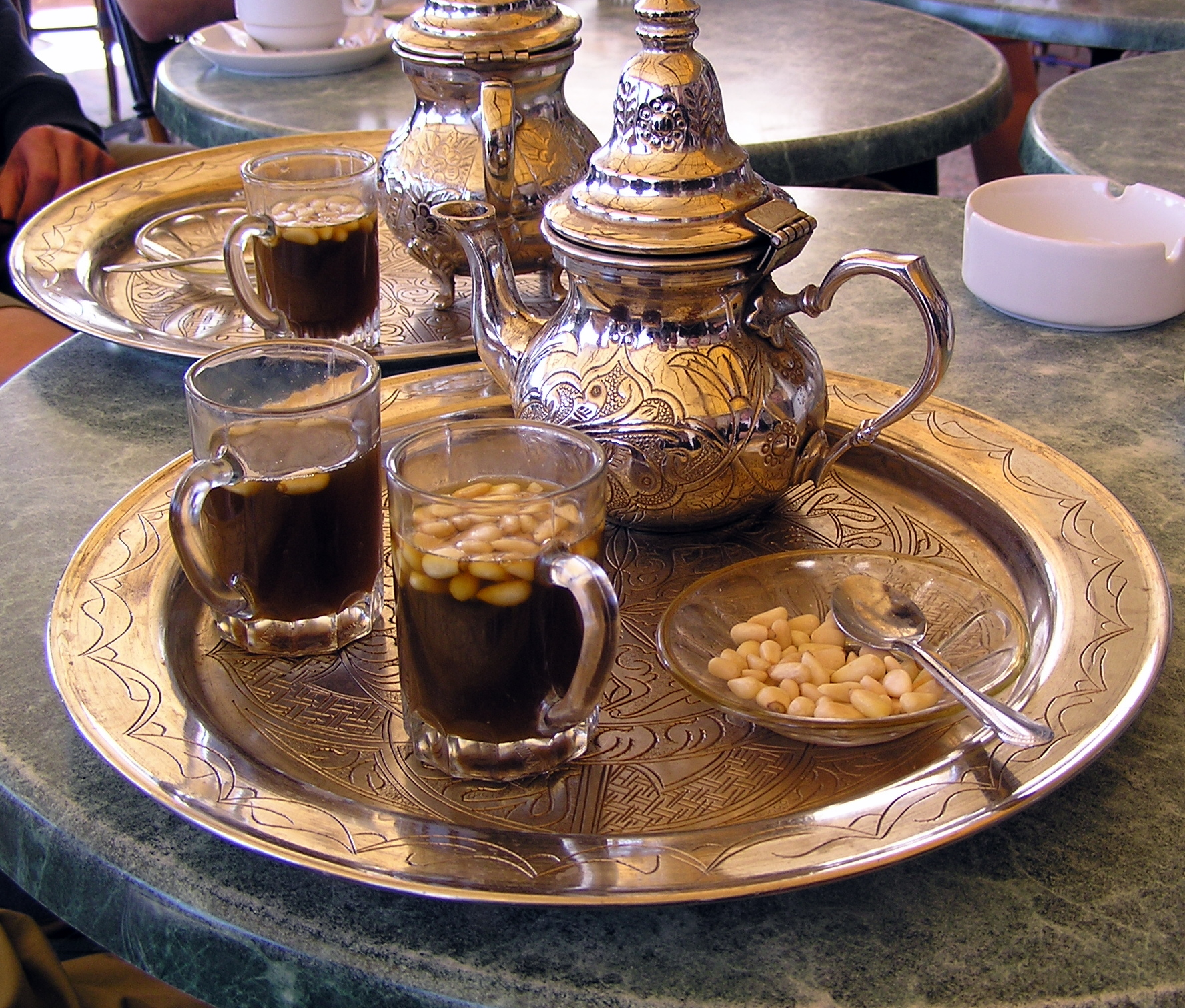
Тунисский чай с кедровыми орехами
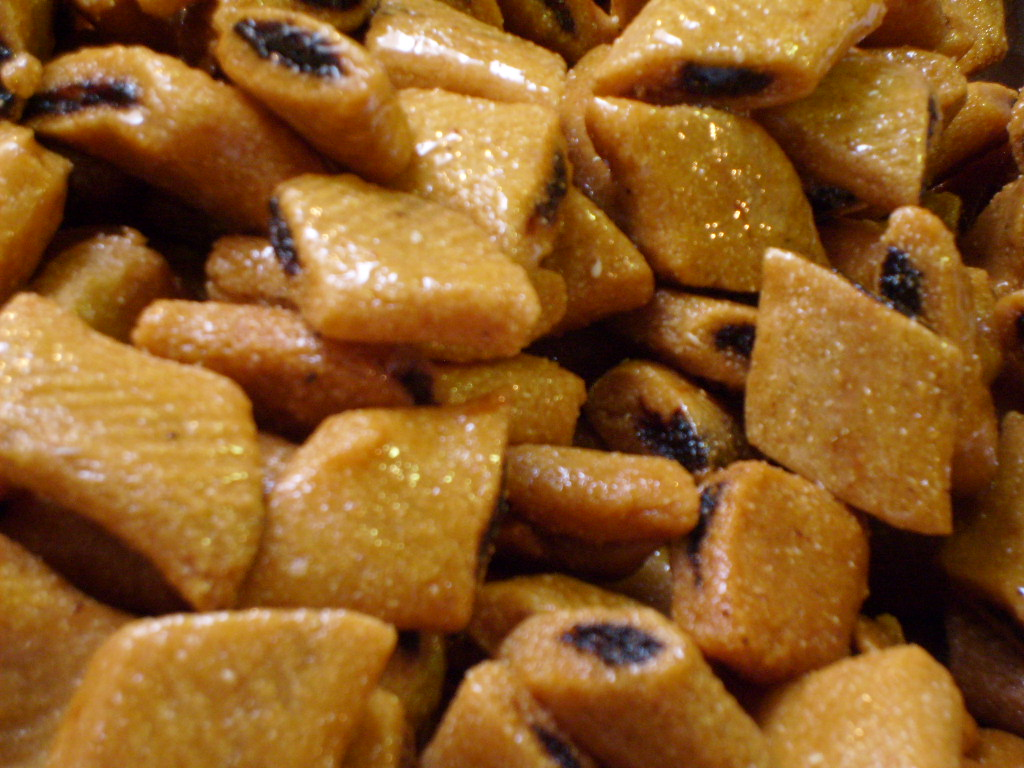
Тунисский макруд

## Региональная кухня
В Кайруане готовят собственную разновидность макруда из манной крупы с финиками или миндалём. В Эль-Джеме кускус подают с особой овощной смесью мешуя; в Монастире — с рыбой, отваренной на пару́, либо с ягнёнком; также Монастир известен мясным блюдом с зирой камуния , томатным соусом «мермез» и соусом из листьев мулухии. В Сусе в кускус добавляют жареную с овощами и бобами рыбу, сушёное мясо и изюм; распространено овощное рагу из овощей, либо смеси листьев турнепса, свёклы и мангольда с нутом и бобами, а также «маркаткра», блюдо из тыквы, холодной баранины и нута. Кухня Загуана испытала сильное влияние испанских морисков, в этом регионе популярны десерты с шиповниковой водой.
На юге страны употребляют в пищу верблюжатину, на северо-западе — грибы.

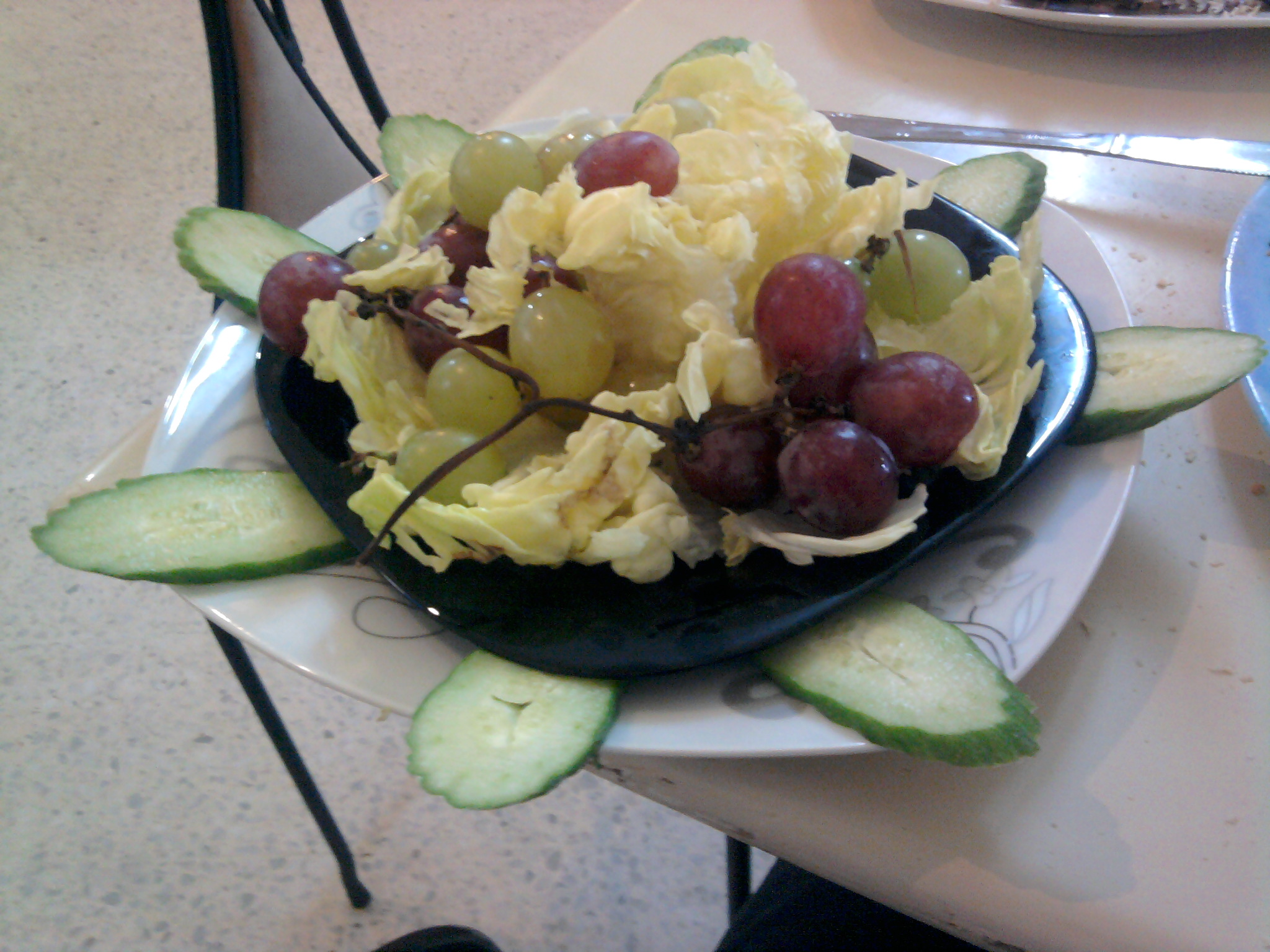
Монастирский фруктовый салат
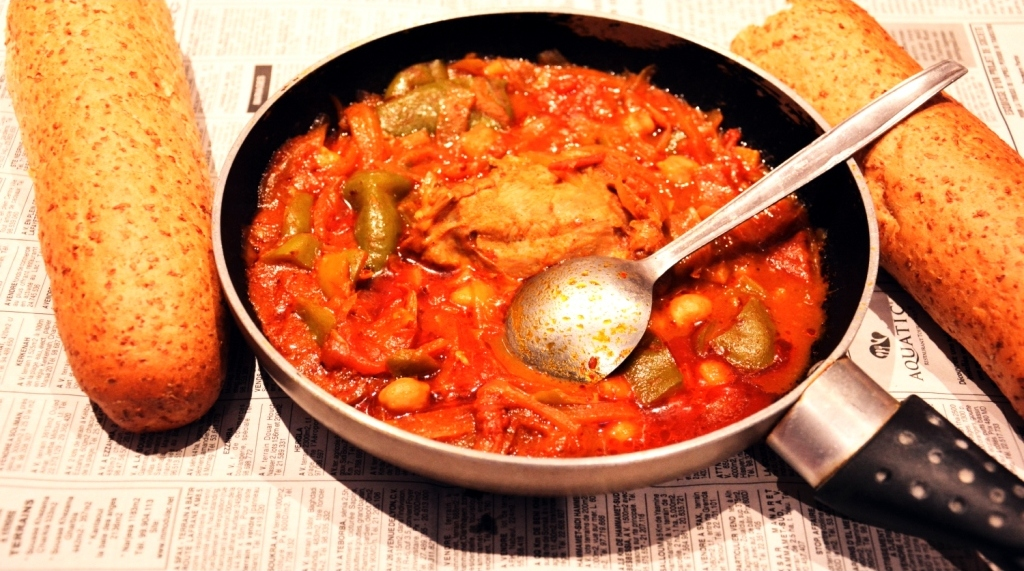
Мермез
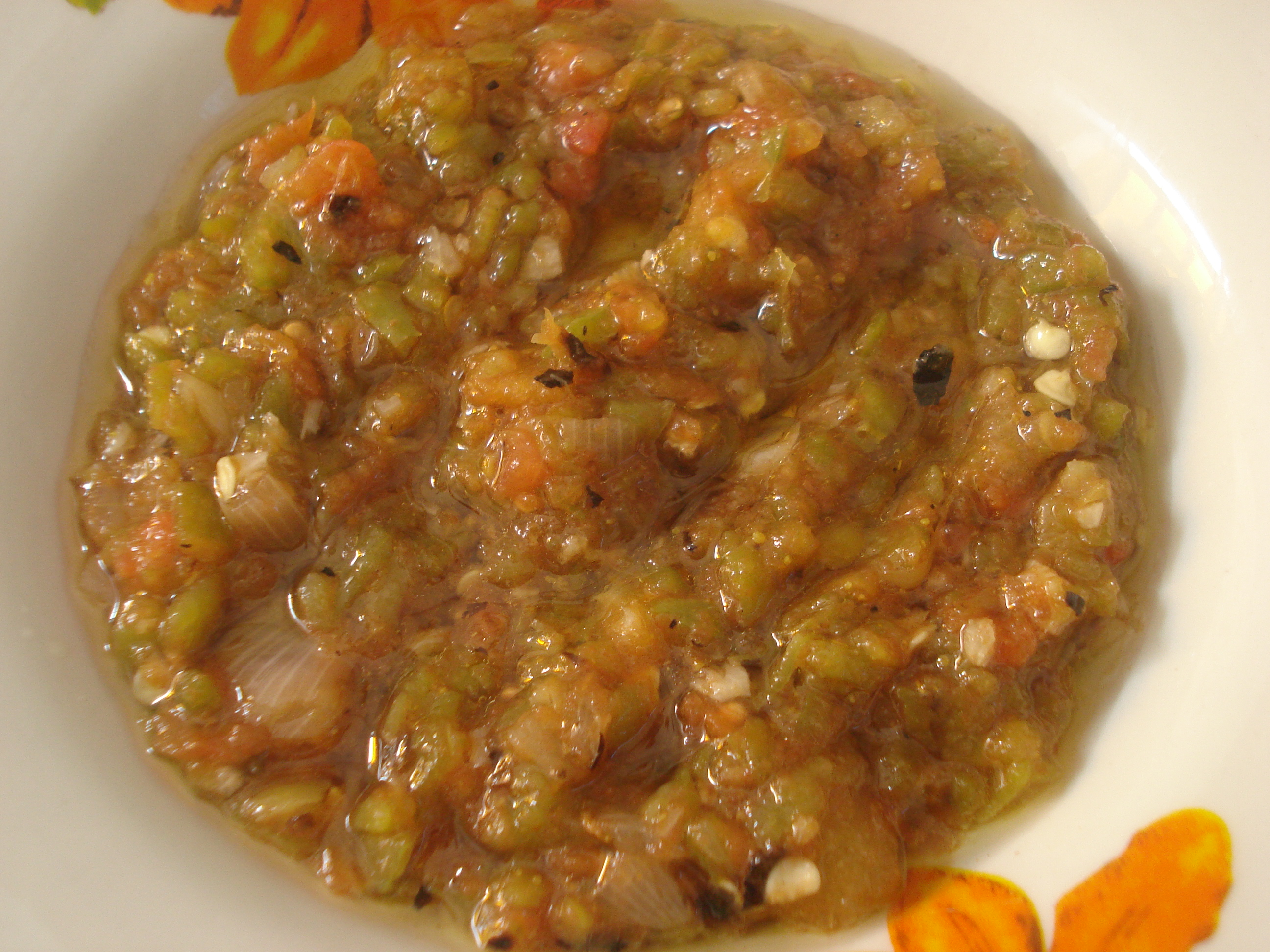
Мешуя

## Приготовление и употребление пищи
Кускус готовится на пару́ в двухкамерных чанах, в нижнем отделении варят овощи, а пар от них готовит кускус сверху.
Приём пищи обычно происходит сидя на полу у низкого столика; мужчины и женщины обычно едят вместе. На стол обычно ставят одно большое блюдо кускуса, из которого едят сразу несколько человек.

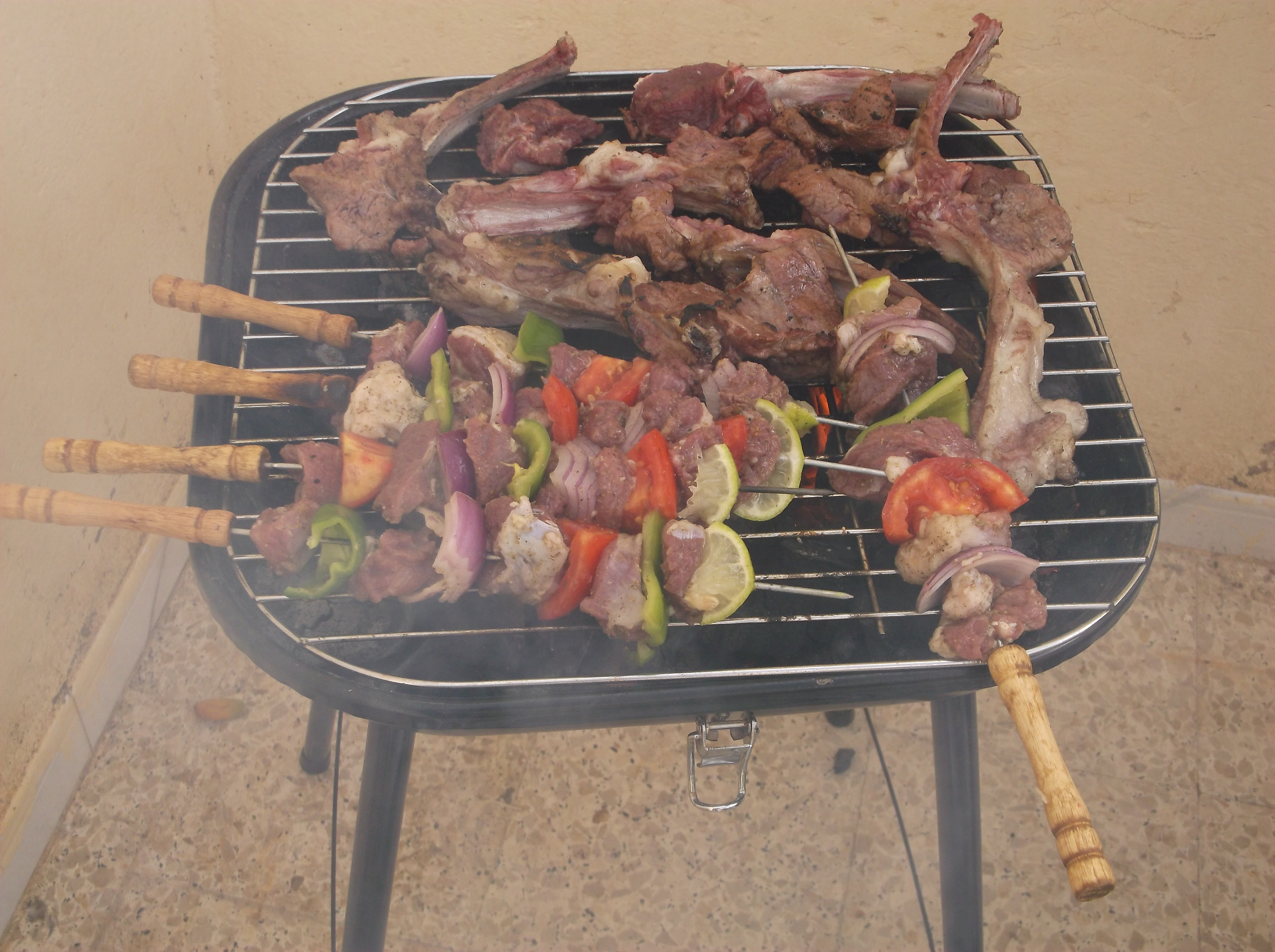
Мясо на гриле
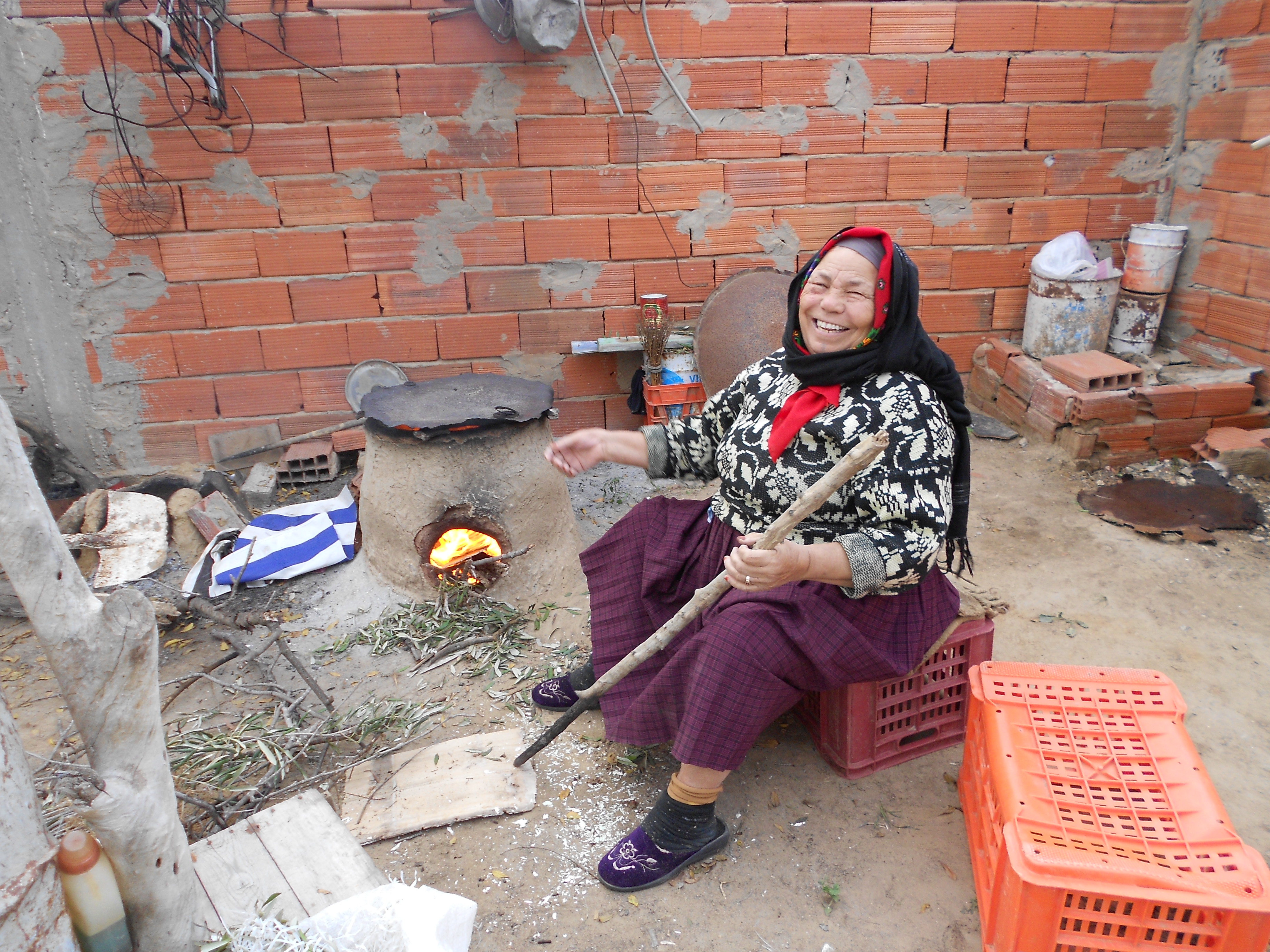
Тунисская женщина у печи

## Праздники
Тунисцы отмечают исламские праздники — Ид аль-Фитр, Ид аль-Адху, Мавлид, Мусульманский Новый год, постятся в Рамадан. Вечерами в месяц Рамадан тунисцы едят шорбу (острый суп с мясом), блины-брики, кускус и макароны, а затем десерты и фрукты; утром же приём пищи более лёгкий, он часто сопровождается молочным десертом из кускуса с сухофруктами и орехами, месфуфом . После окончания поста следует праздник Ид аль-Фитр, его отмечают сладостями. Праздник жертвоприношения, Ид аль-Адха, это время, когда тунисцы всей семьёй едят специально забитого барана.
Тунисские свадьбы длятся до семи дней и включают огромное количество различных блюд, в том числе зажаренного на вертеле бычка и множество десертов.